# 로야 노나할리
로야 노나할리(페르시아어: رویا نونهالی, 영어: Roya Nonahali, 1963년 2월 13일 ~ )는 이란의 배우이다. 1989년 파즈르 국제 영화제 크리스털 시무르그 여우주연상 수상자이다.